# Ґодзілла проти Мехаґодзілли II
«Ґодзілла проти Мехаґодзілли II» (яп. ゴジラVSメカゴジラ, ґодзіра та мекаґодзіра) — японський фантастичний кайдзю-фільм студії Toho, знятий Такао Окаварою, сиквел фільму «Ґодзілла проти Мотри». Це двадцятий фільм про динозавра Ґодзіллу, а також перший в епо́сі Хейсей, де з'являються гігантський робот Мехаґодзілла, птерозавр Родан і Малюк Ґодзілла. У японському кінопрокаті фільм вийшов 11 грудня 1993 року.
Разом з фільмами «Ґодзілла проти Кінг Гідори» і «Ґодзілла проти Мотри» цей фільм став одним з найуспішніших не тільки в епо́сі Хейсей, але і у всій серії фільмів про Ґодзіллу.
Фільм названий «Ґодзілла проти Мехаґодзілли II», хоча ніякого зв'язку з фільмом «Ґодзілла проти Мехаґодзілли» 1974 року немає.

## Сюжет
Влада створює Мехаґодзіллу з залишків Меха Кінг Гідори. До появи Мехаґодзілли найпотужнішою зброєю була Ґаруда. На даний момент подальше використання Ґаруди постало під питання. Інженер Ґаруди Кадзума Аокі стає кандидатом на пілота Мехаґодзілли.
В цей час на острові Адона російсько-японська експедиція знаходить скам'янілості птеранодона та величезне яйце. Вночі на табір нападає гігантський птеранодон Родан (Ґодзілла) Родан. Приходить Ґодзілла і починається битва, в ході якої Ґодзілла перемагає Родана. Члени експедиції разом з червоніючим при цьому яйцем відлітають з острова на вертольоті. У науковому центрі професор Омае, зауважує, що яйце час-від-часу світиться червоним кольором, можливо тому, що воно переживає.
Кадзума Аокі приходить в лабораторію подивитися на яйце, оскільки цікавиться птеранодонами. Адзука змушує його піти, але перед своїм відходом Кадзума бере з собою зразок рослини, яка була знайдена поруч з яйцем. Пізніше Кадзума зустрічається з Мікі Саегусою, яка відчуває, що рослина щось випромінює. Виявляється що рослина випромінює музику. Цю музику програють біля яйця, і з нього вилуплюється Малюк Ґодзілла. В цей час в місті з'являється Ґодзілла. Він руйнує все на своєму шляху. Проти нього відправляють Мехаґодзіллу, який через технічні неполадки перестає працювати. Ґодзілла, так і не знайшовши свого сина, відступає.
Малюка переводять в просторий вольєр. Кадзума показує Адзусі свого робота-птеранодона, але той виходить з ладу. Незабаром до Адзуси і Кадзуми приходить Мікі Саегуса зі своїми ученицями-екстрасенсами. Вони починають співати, і Малюк стає агресивним. Пісня впливає і на Родана. Він набирається сили і стає Вогняним Роданом.
На засіданні влади вчені розповідають, що у Малюка є спинний мозок, а значить і у Ґодзілли він теж присутній. Новий план полягає в тому, щоб паралізувати ящера пострілом в спинний мозок, а в якості приманки використати Малюка. Мікі, Кадзума і Адзуса протестують, але їх ніхто не слухає. Малюка переводять у контейнер, а Адзука вирішує полетіти разом з ним. В цей час на місто нападає Родан. Він нападає на вертоліт з контейнером.
Армія випускає Мехаґодзіллу і Ґаруду. Ґаруда нападає на Родана, але зазнає аварії. Тоді в бій вступає Мехаґодзілла. Він перемагає Родана, але з'являються Ґодзілла, і перегрітий робот не в змозі нічого вдіяти. Однак Кадзума лагодить Ґаруду, і з'єднує її з Мехаґодзіллою. Супермехаґодзілла посилає електричний розряд до другого мозку Ґодзілли, і ящера паралізує. Однак ледь живий Родан передає Ґодзіллі свою енергію, і у нього зростається спинний мозок. Ґодзілла підходить до Малюка, і вони відходять у море.

## Кайдзю
- Ґодзілла
- Мехаґодзілла/Супермехаґодзілла
- Родан/Вогняний Родан
- Малюк Ґодзілла
- Ґаруда
- Робот-птеранодон
- Меха Кінг Гідора
- Мотра

## В ролях
- Масахіро Такасіма — механік та пілот Кадзума Аокі
- Рійоко Сано — палеонтолог Адзуса Годзьо
- Мегумі Одака — Мікі Саегуса
- Юсуке Кавадзу — професор Омае
- Дайдзіро Харада — Такуя Сасакі
- Акіра Накао — Такакі Асо
- Коіті Уеда — генерал Хьодо
- Кендзі Сахара — прем'єр-міністр Такаюкі Сегава
- Лео Менегетті — доктор Асімов
- Енді Сміт — пілот Ендрю Джонсон
- Шеллі Суіні — пілот С'юзен
- Сінобу Суіні — Юрі Катагірі
- Тадао Такасіма — Хосоно
- Кемпатіро Сацума — Ґодзілла
- Ватарю Фукуда — Мехаґодзілла

## Виробництво
Ідея для створення виникла в результаті неможливості здійснення зйомок фільму, в якому Ґодзілла бився б з Механі-Конгом (а ця задумка у свою чергу виникла після невдалої задумки зняти рімейк фільму «Кінг-Конг проти Ґодзілли»). Фільм готувався до 40-річного ювілею серії фільмів про Ґодзіллу, тому режисером спочатку мав бути Ісіро Хонда, який зняв багато фільмів про Ґодзіллу, починаючи з оригінального. Однак Хонда помер в 1993 році, тому цей фільм, як і попередній, зняв Такао Окавара.
На відміну від класичного Мехаґодзілли з фільмів епохи Сьова (1954—1975 років) і робота Кір'ю з фільмів епохи Міленіум, Мехаґодзілла 2 з'являється тільки в одному-єдиному фільмі. Однак кіноробот періоду Хейсей присутній в комп'ютерних іграх «Kaiju-Oh Godzilla», «Godzilla: Battle Legends», «Godzilla: Archipelago Shock», «Godzilla: Unleashed» тощо.

В ранньому варіанті сценарію Мехаґодзілла міг поділятися на дві самостійно діючих бойові машини. Від цієї ідеї відмовилися, але пізніше таку можливість дали роботу МОГЕРА з фільму «Ґодзілла проти Спейсґодзілли». 

Також за одним із варіантів сценарію Ґодзілла повинен був загинути, але при цьому його енергія передалася б Малюкові і він став би новим Ґодзіллу. Пізніше таку сцену додали в фільмі «Ґодзілла проти Руйнівника». 

Цікаво, що фінальний епізод має схожість з кінцівкою фільму «Терор Мехаґодзілли».